# Injeção direta
A injeção direta de gasolina (GDI, do inglês, Gasoline Direct Injection), é um sistema de formação de mistura para motores de combustão interna que funcionam com gasolina (gasolina), onde o combustível é injetado na câmara de combustão. Se diferencia de sistemas que injetam combustível em um duto coletor anterior às válvulas de admissão, ao invés de diretamente na câmara.

## Características
O uso de injeção direta pode aumentar a eficiência e potência do motor, bem como reduzir suas emissões. Enquanto que na injeção indireta as válvulas de admissão introduzem a mistura ar-combustível injetada previamente (por exemplo em um duto coletor), no sistema de injeção direta as válvulas admitem somente ar, o combustível sendo injetado diretamente na câmara.
Pode ser classificado pela forma como o combustível injetado é guiado até a vela de ignição: no método wall-guided a geometria da câmara e do pistão guiam o jato de combustível à vela, o que pode gerar acúmulo de um filme líquido na parede do pistão, o que reduz a eficiência, enquanto no air-guided o combustível é guiado pelas estruturas primárias do escoamento, o que é mais eficiente que o método wall-guided. Por fim, o método spray-guided o combustível é injetado diretamente na zona de atuação da vela, sendo ainda mais eficiente.

## História
O primeiro motor GDI foi produzido em 1925. O GDI tem visto uma rápida adoção pela indústria automotiva nas últimas décadas, seu uso passando de 2,3% nos Estados Unidos em 2008 para aproximadamente 50% em 2016.

## Automobilismo
Nas corridas de Fórmula 1, a injeção direta tornou-se obrigatória para a temporada de 2014, com o regulamento 5.10.2 afirmando: "Só pode haver um injetor direto por cilindro e nenhum injetor é permitido a montante das válvulas de admissão ou a jusante das válvulas de escape."